# Адмирал Исаченков (большой противолодочный корабль)
«Адмира́л Исаче́нков» — советский большой противолодочный корабль (БПК) проекта 1134-А типа «Кронштадт».

## История
Зачислен в списки кораблей ВМФ СССР 4 февраля 1970 года. Закладка корабля состоялась 30 октября того же года на судостроительном заводе имени А. А. Жданова (Северная верфь) в Ленинграде под заводским номером 727.
Корабль назван в честь видного советского военно-морского деятеля, инженера-адмирала Николая Васильевича Исаченкова.
Корабль был спущен на воду 28 марта 1972 года, 5 ноября 1974 года вступил в строй.
7 июля 1974 года на корабле впервые был поднят Военно-Морской Флаг. 10 декабря того же года корабль был включён в состав Краснознамённого Северного флота.
С декабря 1982 года по март 1986 года корабль проходил капитальный ремонт в Кронштадте, во время которого были установлены УРК «Раструб-Б», системы космической навигации «Шлюз» и космической связи «Цунами-БМ».
С 5 января по 24 июня 1987 боевая служба в Средиземном море с заходом в г. Сплит (СФРЮ) и г. Триполи (Ливия) По итогам боевой службы корабль получил оценку отлично
1 октября 1991 года включён в состав 44 ДиПК 7 ОПЭСК кораблей Северного флота.
3 июля 1992 года был разоружён и исключён из состава ВМФ, 20 октября того же года расформирован. В 1994 году продан в Индию для разделки на металл.

### Командиры
- Сивухин Георгий Яковлевич
- Черных Борис Пантелеевич
- Павленко Вячеслав Михайлович
- Сергеев Владимир  Валентинович
- Быков Игорь Александрович
- Оруджев Юрий Давыдович